# Les Naufragés de la vie
Pour plus de détails, voir Fiche technique et Distribution.
Les Naufragés de la vie (Love on the Dole) est un film britannique réalisé par John Baxter, sorti en 1941.
Il s'agit d'une adaptation du roman éponyme de Walter Greenwood (en). C'est aussi le premier long métrage réalisé en Angleterre à montrer des policiers anglais brandissant des matraques contre une foule.

## Synopsis
Nous sommes en 1930, au plus fort de la Grande Dépression. La famille Hardcastle vit à Hankey Park, un quartier de Salford. M. Hardcastle est charbonnier ; son fils, Harry, est apprenti dans une entreprise d'ingénierie locale et Sally, sa fille, travaille dans une filature de coton.
La mine de M. Hardcastle n'est plus exploitée que trois jours par semaine.
Harry gagne 22 livres sterling sur son triple pari gagnant de trois pence. Le bookmaker Sam Grundy paie sans problème. Sur les conseils de son père, il emmène sa petite amie Helen en vacances dans la station balnéaire de Blackpool.
Harry se retrouve au chômage à la fin de son apprentissage. La situation de la famille est aggravée par la réduction des allocations de chômage sous condition de ressources, tandis que la grossesse inattendue d'Helen crée de nouvelles tensions.
Sally est courtisée par Larry Meath, ouvrier d'usine et militant du parti travailliste, mais leurs projets de mariage sont remis en question lorsque Larry perd son emploi. Larry est mortellement blessé lorsqu'il tente de rétablir le calme lors d'un affrontement avec la police au cours d'une manifestation de chômeurs. Sally, d'abord à contrecœur, devient la maîtresse de Grundy pour aider sa famille au chômage.

## Fiche technique
- Titre français : Les Naufragés de la vie[2]
- Titre original : Love on the Dole[3]
- Réalisation : John Baxter
- Scénario : Barbara K. Emary (en), Rollo Gamble et Walter Greenwood (en) d'après le roman de ce dernier et la pièce de Ronald Gow
- Photographie : James Wilson (en)
- Montage : Michael C. Chorlton (en)
- Musique : Richard Addinsell
- Pays de production :  Royaume-Uni
- Langue originale : anglais britannique
- Société de production : British National Films
- Format : Noir et blanc - 1,37:1
- Genre : drame
- Durée : 98 minutes
- Date de sortie : 
  - Royaume-Uni : 28 juin 1941
  - France : 12 septembre 1947

## Distribution
- Deborah Kerr : Sally Hardcastle
- Clifford Evans (en) : Larry Meath
- George Carney (en) : Mr Hardcastle
- Mary Merrall (en) : Mme Hardcastle
- Geoffrey Hibbert (en) : Harry Hardcastle
- Joyce Howard : Helen Hawkins
- Frank Cellier : Sam Grundy
- Martin Walker (en) : Ned Narkey
- Maire O'Neill (en) : Mme Dorbell
- Iris Vandeleur (en) : Mme Nattle
- Marie Ault : Mme Jike
- Marjorie Rhodes : Mme Bull

## Accueil critique
Bien que le livre ait eu du succès, le British Board of Film Censors (BBFC) en a rejeté une adaptation cinématographique en 1936 car il s'agissait d'une « histoire très sordide dans un environnement très sordide ». Cependant, en 1940, le BBFC a approuvé ce film dont l'histoire est issu du même ouvrage, et il est finalement sorti en juin 1941.
Dans une critique contemporaine, The Monthly Film Bulletin écrit : « Voici un film qui se classe parmi les meilleurs que nous ayons jamais produits. La réalisation est excellente, la photographie admirable et la distribution particulièrement talentueuse ».